# Корпи Санти (Кјети)
Корпи Санти (итал. Corpi Santi) је насеље у Италији у округу Кјети, региону Абруцо.
Према процени из 2011. у насељу је живело 96 становника. Насеље се налази на надморској висини од 532 м.